# Patrick Hemingway
Patrick Miller Hemingway (Kansas City, Misuri; 28 de junio de 1928) es un escritor y editor literario estadounidense, segundo hijo del aclamado escritor Ernest Hemingway. Es reconocido principalmente por editar y publicar en 1999 una novela inédita de su padre titulada Al romper el alba.

## Biografía

### Infancia y educación
Nacido en Kansas City, Misuri, viajaba frecuentemente con sus padres hasta que se mudaron a un hogar permanente en Key West. En 1940 sus padres se divorciaron. Su padre Ernest se casó más adelante con Martha Gellhorn. Después del matrimonio la familia se mudó a Cuba, donde Patrick solía visitarlos frecuentemente. En el inicio de la Segunda Guerra Mundial, Patrick tripuló el barco de su padre, el Pilar, en misiones de ataque improvisadas en el Golfo de México. Patrick ingresó en la Universidad de Stanford por dos años, inscribiéndose en la Universidad de Harvard y graduándose en 1950 en Historia y Literatura.

### Carrera
Tras graduarse, Patrick se trasladó al África Oriental donde vivió durante 25 años. En Tanzania, Patrick se desempeñó como cazador profesional y durante una década administró un negocio de safaris. En la década de 1960 fue nombrado por las Naciones Unidas como docente de conservación natural en el Wildlife Management College en Tanzania. En la década de 1970 se mudó a Montana, donde se dedica a gestionar la propiedad intelectual del patrimonio de su padre. Editó la novela inédita de Ernest sobre un safari de 1950 en África y la publicó en 1999 como: Al romper el alba.

### Matrimonio
Patrick estuvo casado con Henrietta Broyles, con quien tuvo una hija: Mina Hemingway (nacida en 1960).